# Hot Water
Hot Water – polski zespół grający muzykę z elementami rocka, bluesa, folka, swingu.

## Historia
Od 1991 trzon zespołu tworzy trzech muzyków: Maciej Sobczak (gitara, vocal), Dariusz Nowicki (perkusja), Robert Fraska (bas), od 2016 Piotr Tarnawski (bas)
Hot Water w latach 90. brał udział w koncertach (Eskulap, Arena, Spodek itp.), a także na różnego rodzaju festiwalach – m.in. I Niemiecko-Polskim Bluesmeetingu (Lipsk, 12.93), Bluesadzie (Szczecin, 02.94), Folk Blues Meetingu (04.94), III Olsztyńskich Nocach Bluesowych, Jazz Fair, Rawa Blues, Zaczarowany Świat Harmonijki itd. Występował na żywo w Telewizji Polskiej i PTV. W 2007 zespół zagrał jako support przed Joe Cockerem.
Razem z grupą koncertowali m.in.: Małgorzata Ostrowska, Dariusz Kozakiewicz, Wojciech Waglewski, Krzysztof Ścierański, Michał Urbaniak, Tadeusz Nalepa, Taj Mahal, Andrzej Wodziński, Zbigniew Wrombel, Bartek Szopiński, Andrzej Trzeciak, Thomas Feldmann, Christian Rannenberg,
Zespół otrzymał nagrodę Benedykt '94 w kategorii zespół.
Na podsumowaniu notowań (od 1 do 200) listy Radia „S” w '94 roku utwór „I can’t get mad because of you” zajął 4 miejsce przed takimi hitami jak: Dire Straits „On every street”, Whitney Houston „I will always love you”, czy Metallica „Nothing else matters”.
W składzie zespołu grali też; Maciej Pruchniewicz (gitara), Jacek Piskorz (keyb), Jarosław Wachowiak (sax), Mariusz Gregorowicz (keyb, vibes), Przemysław Śledź (guitar), Marcin Zabrocki (sax),Maciej Muraszko, Jakub Klauss, Krzysztof Cagara (git, twórca nazwy zespołu)
Zespół nagrał płyty: „Hot Water” w 1993 wydaną przez Polton, „Wolne od świąt” z 1995 wydaną przez Polton Warner Music Poland oraz „Dwa słowa” wydaną w 2003 roku przez Music Collection Agency. W 2017 ukazał się nowy album grupy, pod tytułem „Elektryczny Kot”.

## Dyskografia
Albumy
- 1994: Hot Water (Polton)
- 1995: Wolne od świąt (Polton)
- 2003: Dwa słowa (Music Collection Agency)
- 2017: Elektryczny Kot (My Music)